# AEG G.IV
AEG G.IV – niemiecki średni bombowiec okresu I wojny światowej, skonstruowany w wytwórni AEG (Allgemeine Elektrizitäts-Gesellschaft) w 1916.

## Historia

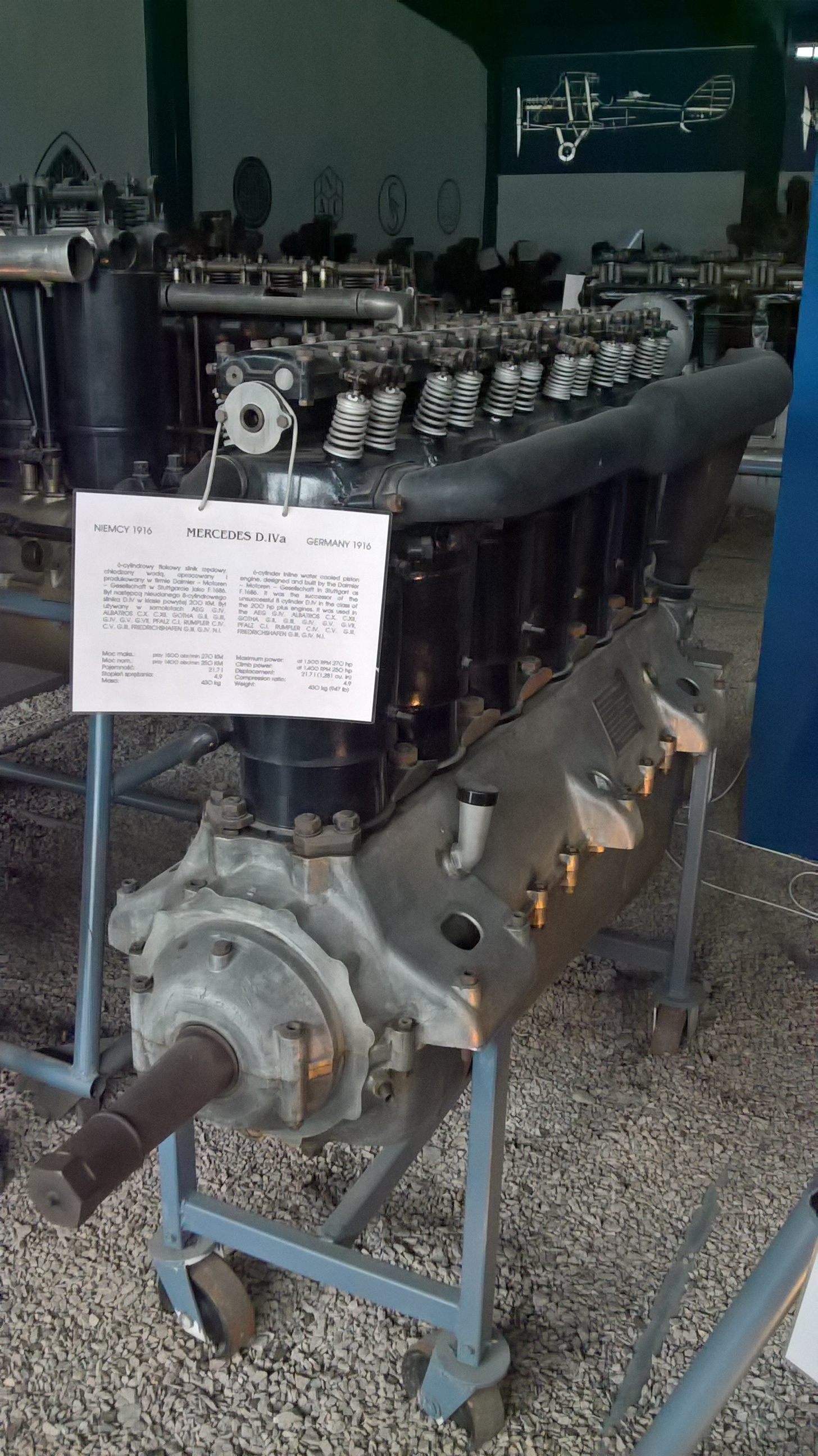
Silnik Mercedes D.IVa eksponowany w MLP w Krakowie

Samolot AEG G.IV był ostatnią seryjną i najliczniejszą odmianą średnich bombowców AEG serii G, której oznaczenie pochodziło od skrótu GrossKampfflugzeug („wielki samolot bojowy”). Stanowił on rozwinięcie wcześniejszych modeli AEG G.II i AEG G.III. Główną zmianą w stosunku do G.III było zastosowanie nowych mocniejszych silników 260 KM Mercedes D.IVa zamiast D.IV o mocy 220 KM. Wizualnie samolot wyróżniał się dwułopatowymi śmigłami zamiast czterołopatowych oraz łukowatymi krawędziami spływu lotek. Z 542 bombowców AEG serii G, ponad 400 zbudowano w wersji G.IV.
Produkcję samolotu rozpoczęto w 1916 r., rok później wszedł na wyposażenie jednostek frontowych.
Oprócz wersji podstawowej G.IV zbudowano także kilka wersji modyfikowanych. W wersji G.IVb rozpiętość płata zwiększono do 24 m. Wersja G.IVk posiadała zamontowane w wysuniętym do przodu i opancerzonym nosie kadłuba 22 mm działko Becker, zaś silniki osłonięto pancernymi płytami. Obydwie wersja posiadały także odmiany z dwupłatowym usterzeniem.
Jedyny zachowany egzemplarz samolotu znajduje się w Kanadyjskim Muzeum Lotnictwa (Canada Aviation Museum). Jest to równocześnie jedyny zachowany do dzisiaj niemiecki dwusilnikowy samolot z okresu I wojny światowej.

## Użycie

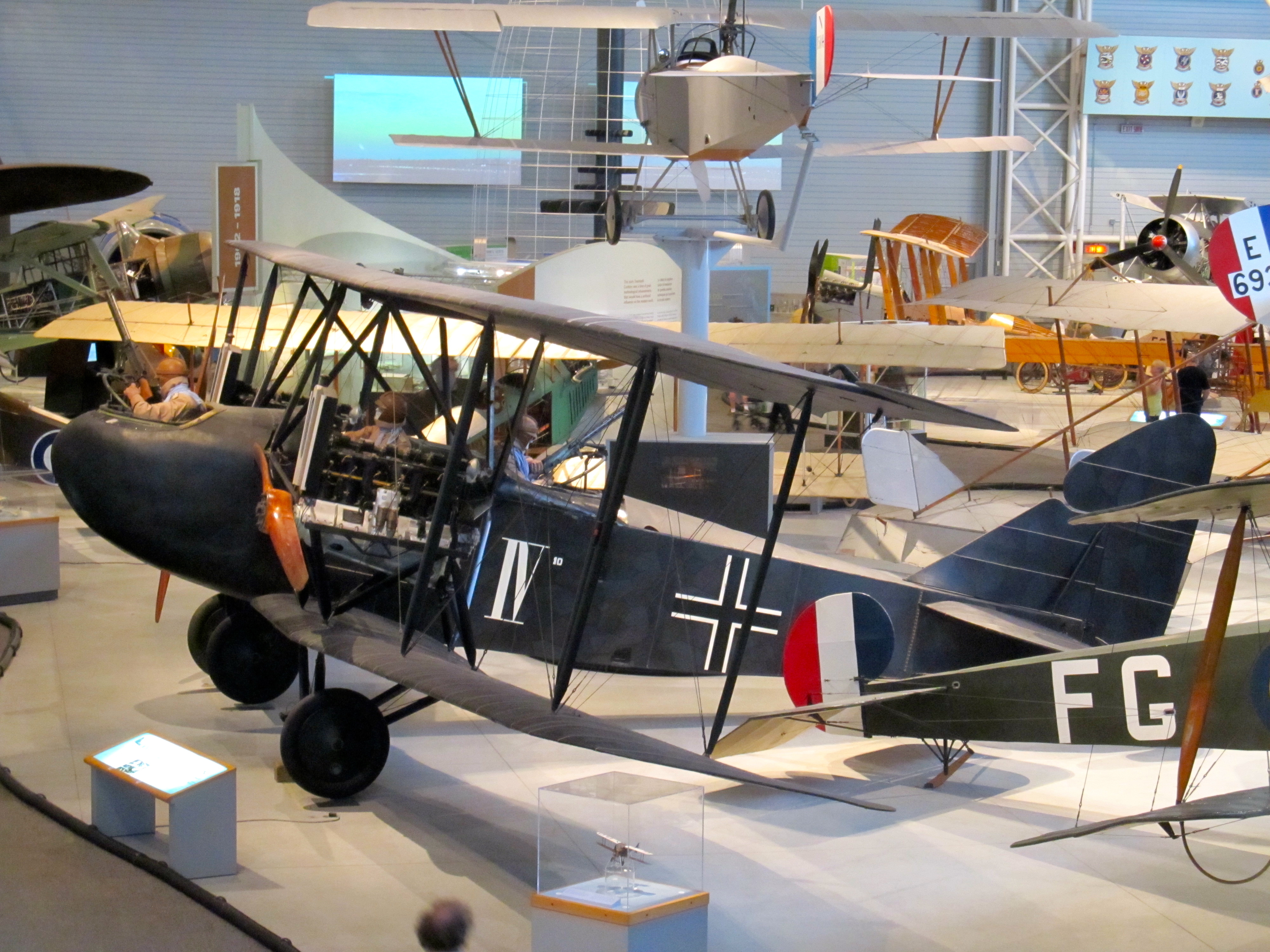
AEG G.IV w Canada Aviation and Space Museum

Samoloty AEG G.IV weszły na uzbrojenie niemieckiego lotnictwa pod koniec 1916 roku, a pod koniec wojny stanowiły podstawę niemieckiego średniego lotnictwa bombowego bliskiego zasięgu. Określany był jako bombowiec frontowy lub taktyczny. Samoloty te używane były szeroko na froncie zachodnim, zwłaszcza do wsparcia ostatnich niemieckich ofensyw w Pikardii i Flandrii w 1918. Używane były też na innych frontach, m.in. na froncie włoskim, gdzie bombardowały Wenecję i Padwę oraz na froncie rumuńskim. Początkowo samolot wykorzystywano jako bombowiec dzienny i nocny, lecz na skutek rosnącej skuteczności myśliwców, przeniesiono je głównie do operacji nocnych (nosiły wówczas charakterystyczny kamuflaż w sześciokąty w ciemnych kolorach).

## Opis techniczny
Dwusilnikowy dwupłatowiec o konstrukcji drewnianej. Kadłub prostokątny w przekroju, umieszczony na dolnym płacie, górny płat mocowany nad nim za pomocą rozpórek i zastrzałów. Usterzenie klasyczne, pojedyncze. Załoga: 3 ludzi w otwartej kabinie pilotów i otwartych stanowiskach strzeleckich w nosie i na grzbiecie samolotu (w wersjach z podwójnymi sterownicami, 4 ludzi). Bomby podwieszane pod płatem.
Napęd: 2 silniki rzędowe Daimler Mercedes D.IVa o mocy 260 KM zamontowane w gondolach zawieszonych na zastrzałach w komorze płatów, dwułopatowe śmigła ciągnące.